# 呉政隆
呉 政隆（ご せいりゅう、1964年11月6日 - ）は、中華人民共和国の官僚、政治家。江蘇省高淳県出身。現職は国務委員兼国務院秘書長。中国共産党江蘇省委員会書記などを歴任。

## 経歴
1964年11月、江蘇省高淳県で生まれる。1984年8月に太原機械学院（現在の中北大学）を卒業後、同年、兵器工業部に入局。その後機械工業部に入ります。以後、機械工業部弁公庁部長弁公室秘書、副処級秘書、正処級秘書、国家発展計画委員会弁公庁処級秘書を歴任した。
1999年12月には重慶市人民政府弁公庁副主任に転任する。2002年12月、重慶市万州区人民政府副区長、区長代行に就任。2007年2月、万州区党委書記に昇格。同年5月、重慶市党委員会常務委員を兼務。2008年、第11期全国人民代表大会代表に選出される。2012年、中国共産党第十八回全国代表大会で党中央候補委員に選出される。2013年5月、重慶市党委員会常務委員兼秘書長に就任。
2014年9月30日、陳川平の後任として、山西省党委員会常務委員兼太原市党委書記に任命された。太原市党委書記前任者の陳川平は2014年8月に汚職腐敗の廉で摘発された。
2016年10月12日、党務に転じて江蘇省に赴任し、江蘇省党委專職副書記、南京市党委書記、南京江北新区党工委書記に就任した。2017年5月31日、江蘇省12期人民代表大会常務委員会第30回会議は53歳の呉政隆を江蘇省副省長、省長代行に任命することを決定した。前任の石泰峰は寧夏回族自治区党委書記を転任した。江蘇省第12期人民代表大会第6回で7月29日、省長代行の呉政隆が省長に選出された。2017年10月24日、中国共産党第十九回全国代表大会で党中央委員に選出される。2021年10月19日、中国共産党江蘇省委員会書記に昇格。
2023年3月に開かれた第14期全人代第1回会議で、国務委員に選出。国務院総理李強の使命を受け、国務院秘書長を兼務。